# Lasciami andare
Lasciami andare (bra: Deixe-me Ir) é um filme italiano de drama e terror, dirigido por Stefano Mordini, baseado no romance You Came Back de Christopher Coake, publicado em 2012. Filmado e ambientado em Veneza, teve sua estreia em 11 de setembro de 2020, marcando o encerramento do 77.º Festival Internacional de Veneza, com Stefano Accorsi, Valeria Golino, Maya Sansa e Serena Rossi no elenco.

## Premissa
O casal Marco e Anita descobre que está esperando um filho, considerado uma esperança na vida de Marco após a perda de Leo, seu primogênito com sua primeira esposa Clara. Contudo, a chegada de Perla, a nova proprietária da casa onde o casal vivia até o trágico incidente, faz com que o passado dele retorne, pois ela alega sentir constantemente uma presença estranha e ouvir a voz de uma criança.

## Ficha técnica

### Elenco
O elenco abaixo foi obtido da revista The Post Internazionale:
- Stefano Accorsi como Marco
- Valeria Golino como Perla Gallo
- Maya Sansa como Clara
- Serena Rossi como Anita
- Antonia Truppo como Gloria
- Lino Musella como Simone
- Elio De Capitani como Carlo

### Créditos
- Stefano Mordini (direção e roteiro)[6]
- Francesca Marciano (roteiro)[6]
- Luca Infascelli (roteiro)[6]
- Roberto Sessa (produção)[7]
- Luigi Martinucci (fotografia)[6]
- Massimo Fiocchi (montagem)[6]
- Luca Merlini (cinematografia)[6]
- Fabio Barovero (música)[6]
- Francesco Liotard (som)[6]
- Marija Tosic (figurino)[6]

## Produção
Lasciami andare foi produzido por Roberto Sessa em colaboração com a Picomedia e a Warner Bros. A fotografia principal ocorreu na cidade de Veneza em novembro de 2019, durante uma das maiores inundações que a cidade enfrentou em mais de 50 anos. Esse evento histórico resultou em problemas como acúmulo de lixo e protestos contra o governo. Como resultado desse contexto, a produção do filme foi interrompida devido aos protestos dos residentes, que não aprovaram as filmagens nessas circunstâncias.

## Lançamento
O filme estreou em 11 de setembro de 2020, durante o Festival Internacional de Veneza, fora de competição e encerrando o evento. Foi lançado nos cinemas italianos em 8 de outubro do mesmo ano, com distribuição pela Warner Bros. Mais tarde, em 28 de janeiro de 2021, tornou-se disponível nos serviços Sky Primafila e Infinity TV. Em 15 de outubro de 2021, foi transmitido pela televisão no canal Sky Cinema Uno da Sky Itália.

## Repercussão
A recepção de Lasciami andare pela crítica especializada foi marcada por análises mistas, destacando-se a ambientação em Veneza como um dos pontos mais elogiados, pela sua contribuição à atmosfera do filme, e a direção de Mordini.
Lorenzo Peroni, da ArtsLife, avaliou a direção como sóbria, destacando sua resistência ao sensacionalismo da dor. No entanto, ele apontou uma falta de intuição na construção da trama, resultando em uma dificuldade em equilibrar as diferentes propostas do filme. Já Massimo Giraldi, do RomaSette, elogiou a direção de Mordini e a escolha de Veneza em um período de maré alta como ambiente. Segundo Giraldi, isso contribuiu para ressaltar a combinação entre a beleza exterior e a inquietação interior, premissa do filme. Por outro lado, Gianni Pigato, da revista Birdmen, apontou como problemas do filme a pressa na produção para capturar as imagens de Veneza em meados de novembro, as performances dos atores que não corresponderam às propostas de seus personagens e a direção que não conseguiu explorar adequadamente Veneza, resultando em filmagens genéricas da cidade italiana.
O roteiro de Lasciami andare recebeu críticas contundentes, sendo descrito pela revista Quotidiano Nazionale como confuso, repleto de momentos excessivamente didáticos e incapaz de gerar um mistério e um drama existencial verdadeiramente eficazes. Simone Emiliani, do site Sentieri Selvaggi, compartilhou um raciocínio semelhante, questionando por que um filme abstrato e onírico sente a necessidade de explicar tantos aspectos, privando o espectador da liberdade para suas próprias interpretações.